# Ashes Tour 1893
Die Ashes Tour 1893 war die Tour der australischen Cricket-Nationalmannschaft, die die 10. Austragung der Ashes beinhaltete, und wurde zwischen dem 14. Juni und 26. August 1893 ausgetragen. Die internationale Cricket-Tour war Teil der internationalen Cricket-Saison 1893 und umfasste drei Test-Matches. England gewann die Serie 1–0.

## Vorgeschichte
Für beide Mannschaften war es die erste Tour der Saison.
Das letzte Aufeinandertreffen der beiden Mannschaften bei einer Tour fand in der Saison 1891/92 in Australien statt.

## Stadien
Die folgenden Stadien wurden für die Tour als Austragungsort vorgesehen.
| Stadion                     | Stadt      | Kapazität | Spiele  |
| --------------------------- | ---------- | --------- | ------- |
| The Oval                    | London     | 23.500    | 2. Test |
| Lord’s Cricket Ground       | London     | 30.000    | 1. Test |
| Old Trafford Cricket Ground | Manchester | 19.000    | 3. Test |

## Kaderlisten

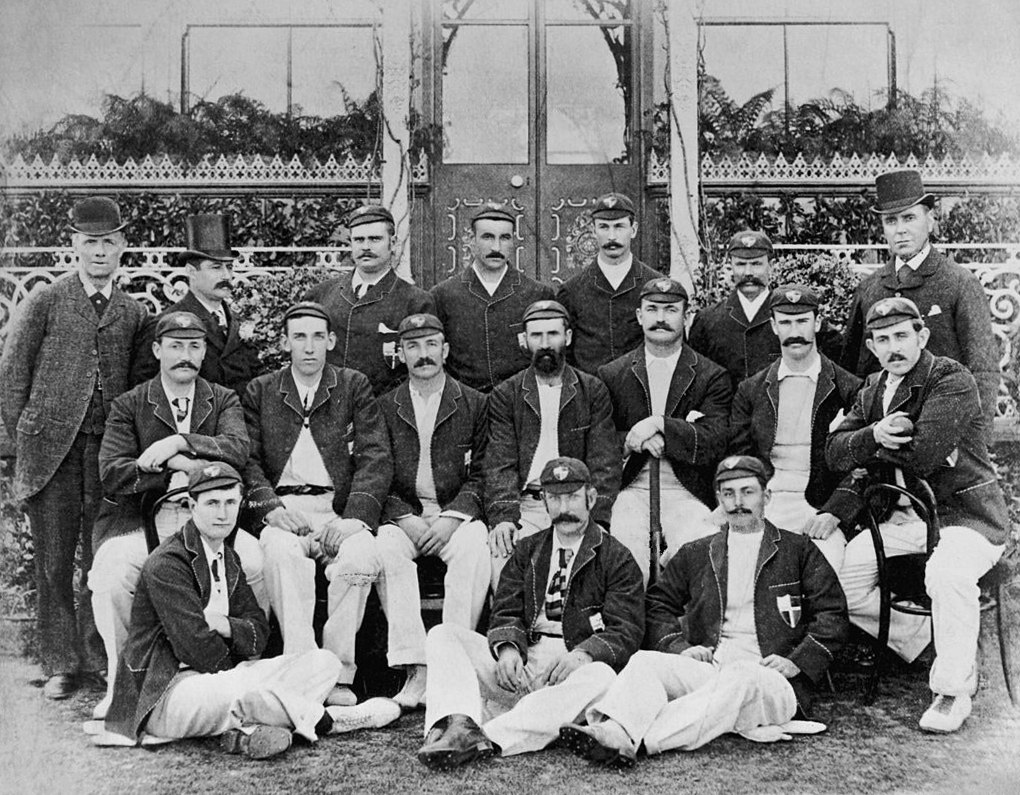
Die australische Cricket-Nationalmannschaft im Jahr 1893

Die Mannschaften benannten die folgenden Kader.
| Test | Test |
| England | Australien |
| --- | --- |
| - W. G. Grace (K) - Andrew Stoddart (VK) - Johnny Briggs - Bill Brockwell - Wilf Flowers - Billy Gunn - Stanley Jackson - Bill Lockwood - Gregor MacGregor (wk) - Arthur Mold - Bobby Peel - Maurice Read - Walter Read - Tom Richards - Arthur Shrewsbury - Ted Wainwright - Albert Ward | - Jack Blackham (K, wk) - Alec Bannerman - William Bruce - George Giffen - Harry Graham - Syd Gregory - John Lyons - Bob McLeod - Harry Trott - Hugh Trumble - Charlie Turner |

## Tour Matches
Australien spielte auf der Tour 28 Tour-Matches.

## Tests

### Erster Test in London
| 17. – 19. Juli Scorecard | London (Lord’s) | England 334 (125) & 234-8d (116.4) | – | Australien 269 (114.1) |
|                          |                 | Remis                              |   |                        |

England gewann den Münzwurf und entschied sich als Schlagmannschaft zu beginnen. Die englischen Eröffnungs-Batter Arthur Shrewsbury und Andrew Stoddart konnte eine erste Partnerschaft aufbauen. Stoddart schied nach 24 Runs aus und an der Seite von Shrewsbury etablierte sich Stanley Jackson, die zusammen eine Partnerschaft über 137 Runs bildete. Jackson verlor dann nach einem Fifty über 91 Runs sein Wicket. Nachdem Bobby Peel 12 und Wilf Flowers 35 Runs an der Seite von Shrewsburry erzielten, verlor auch dieser nach einem Century über 106 Runs sein Wicket. Bill Lockwood konnte dann noch 22 Runs hinzufügen, bevor das innings nach 334 Runs endete. Bester australischer Bowler war Charlie Turner mit 6 Wickets für 67 Runs. Für Australien bildeten Eröffnungs-Batter Alec Bannerman und der vierte Schlagmann Harry Trott eine erste Partnerschaft, bevor der Tag beim Stand von 33/2 endete. Am zweiten Tag schied Bannerman nach 17 Runs aus und Trott verlor nach 33 Runs sein Wicket. Daraufhin bildete sich eine Partnerschaft zwischen Syd Gregory und Harry Graham. Gregory schied nach einem Fifty über 57 Runs aus und wurde durch William Bruce ersetzt. Graham verlor sein Wicket nach einem Century über 107 Runs. Bruce konnte dann 23 Runs bis zu seinem Ausscheiden erzielen, bevor das Innings mit einem Rückstand von 65 Runs endete. Beste englische Bowler waren Bill Lockwood mit 6 Wickets für 101 Runs und Arthur Mold mit 3 Wickets für 44 Runs. England begann mit Arthur Shrewsbury und Andrew Stoddart. Stoddart schied nach 13 Runs aus, bevor Shrewsburry mit Billy Gunn eine Partnerschaft bildete und der Tag beim Stand von 113/1 endete. Am dritten Tag schied Gunn nach einem Fifty über 77 Runs aus, während Shrewsbury 81 Runs erreichte. Von den verbliebenen Battern erreichte Ted Wainwright 81 Runs, bevor England das Innings deklarierte und das Spiel auf Grund von Regenfällen in einem Remis endete. Bester australischer Bowler war George Giffen mit 5 Wickets für 43 Runs.

### Zweiter Test in London
| 14. – 16. August Scorecard | London (Oval) | England 483 (187)                             | – | Australien 91 (37.3) & 349 (98) (f/o) |
|                            |               | England gewinnt mit einem Innings und 43 Runs |   |                                       |

England gewann den Münzwurf und entschied sich als Schlagmannschaft zu beginnen. Eröffnungs-Batter W. G. Grace und Andrew Stoddart bildeten eine erste Partnerschaft. Stoddart schied nach einem Half-Century über 83 Runs aus und Grace kurz darauf nach 68 Runs. Für sie kamen Arthur Shrewsbury und Billy Gunn ins Spiel. Gunn schied nach 16 Runs aus und Shrewsbury bildete eine weitere Partnerschaft mit Albert Ward. Nachdem Shrewsbury nach 66 Runs sein Wicket verlor und Ward nach 55, bildete sich eine weitere Partnerschaft zwischen Walter Read und Stanley Jackson, die den Tag beim Stand von 378/5 beendeten. Am zweiten Tag verlor Read sein Wicket nach einem Fifty über 52 Runs, während Jackson das letzte Wicket des Innings verlor, nachdem er ein Century über 103 Runs erzielt hatte. Bester australischer Bowler war George Giffen mit 7 Wickets für 128 Runs. Für Australien konnte John Lyons 19 Runs erreichen, bevor sein Eröffnungs-Partner Alec Bannerman nach 10 Runs ausschied. Zwischenzeitlich konnte sich dann William Bruce etablieren, bevor er mit Jack Blackham einen Partner fand, der das letzte Wickets des Innings nach 17 Runs verlor. Bruce hatte bis dahin 10* Runs erreicht. Australien hatte damit nach dem Innings einen Rückstand von 392 Runs und England forderte das Follow-On ein. Beste englische Bowler waren Johnny Briggs mit 5 Wickets für 34 Runs und Bill Lockwood mit 4 Wickets für 37 Runs. In ihrem zweiten Innings begannen Alex Bannerman und William Bruce. Bruce schied nach 22 Runs aus und wurde gefolgt durch George Giffen. Nachdem auch Bannerman nach einem Fifty über 55 Runs sein Wicket verlor, konnte Giffen mit Harry Trott eine Partnerschaft aufbauen. Der Tag endete dann beim Stand von 158/2. Am dritten Tag schied Giffen nach 53 Runs aus und der hineinkommende Harry Graham erreichte 42 Runs. Trott bildete eine weitere Partnerschaft mit John Lyons, verlor jedoch dann sein Wicket nach 92 Runs. Lyons konnte 31 Runs erzielen, jedoch gelang es den verbliebenen Battern nicht England wieder an den Schlag zu bringen. Beste englische Bowler waren Johnny Briggs mit 5 Wickets für 114 Runs und Bill Lockwood mit 4 Wickets für 96 Runs.

### Dritter Test in Manchester
| 24. – 26. August Scorecard | Manchester | Australien 204 (96.4) & 236 (95.3) | – | England 243 (140.2) & 118-4 (63) |
|                            |            | Remis                              |   |                                  |

Australien gewann den Münzwurf und entschied sich als Schlagmannschaft zu beginnen. Die Eröffnungs-Batter Alec Bannerman und John Lyons bildeten eine erste Partnerschaft. Lyons schied nach 27 Runs aus und der hineinkommende George Giffen erreichte 17 Runs. Bannerman verlor dann sein Wicket nach 19 Runs. Daraufhin konnte sich William Bruce etablieren. An seiner Seite erzielte Harry Graham 18 Runs, bevor er mit Hugh Trumble eine weitere Partnerschaft bildete. Bruce schied dann nach einem Fifty über 68 Runs aus, während Trumble das letzte Wicket des Innings nach 35 Runs verlor. Beste englische Bowler waren Tom Richards mit 5 Wickets für 49 Runs und Johnny Briggs mit 4 Wickets für 81 Runs. Für England konnte sich Eröffnungs-Batter W. G. Grace etablieren. Nachdem an seiner Seite Arthur Shrewsbury 12 Runs erreichte, folgte diesem Billy Gunn. Daraufhin endete der Tag beim Stand von 54/2. Am zweiten Tag schied Grace nach 40 Runs aus, und von den verbliebenen Schlagmännern konnten an der Seite von Gunn unter anderem Albert Ward 13 Runs und Tom Richardson 16 Runs erzielen. Gunn beendete das Inning ungeschlagen mit einem Century über 102* Runs, was zu einem Vorsprung von 39 Runs führte. Bester australischer Bowler war George Giffen mit 4 Wickets für 113 Runs. Das zweite australische Innings begannen Alec Bannerman und John Lyons. Lyons schied nach 33 Runs aus und an der Seite von Bannerman erreichte George Giffen 17 Runs und der Tag endete beim Stand von 93/2. Am dritten Tag konnte William Bruce 36 Runs erzielen, bevor Bannerman mit Charlie Turner einen weiteren Partner fand. Bannerman schied dann nach einem Fifty über 60 Runs aus und Turner bildete mit Jack Blackham eine letzte Partnerschaft. Als Turner das letzte Wicket nach 27 Runs verlor hatte Blackham 23* Runs erzielt. Bester englischer Bowler war Tom Richardson mit 5 Wickets für 107 Runs. England hatte eine Vorgabe von 198 Runs. Andrew Stoddart begann zusammen mit W. G. Grace das zweite Innings. Stoddart schied nach 42 Runs aus und nachdem Arthur Shrewsbury ins Spiel kam verlor Grace sein Wicket nach 45 Runs. Shrewsbury konnte dann nach 19* Runs die Vorgabe einholen. Bester australischer Bowler war Hugh Trumble mit 3 Wickets für 49 Runs.

## Statistiken
Die folgenden Cricketstatistiken wurden bei dieser Tour erzielt.
| Tests             | Tests      | Tests   | Tests   | Tests   | Tests   | Tests   | Tests   | Tests   |
| Batting           | Batting    | Batting | Batting | Batting | Batting | Batting | Batting | Batting |
| Spieler           | Mannschaft | Spiele  | Innings | Runs    | Average | HS      | 100s    | 50s     |
| ----------------- | ---------- | ------- | ------- | ------- | ------- | ------- | ------- | ------- |
| Arthur Shrewsbury | England    | 3       | 5       | 284     | 71,00   | 106     | 1       | 2       |
| Billy Gunn        | England    | 3       | 5       | 208     | 52,00   | 102*    | 1       | 1       |
| Stanley Jackson   | England    | 3       | 3       | 199     | 66,33   | 103     | 1       | 1       |
| Harry Graham      | Australien | 3       | 5       | 170     | 34,00   | 107     | 1       | 0       |
| Andrew Stoddart   | England    | 3       | 5       | 162     | 32,40   | 83      | 0       | 1       |
| Bowling           |            |         |         |         |         |         |         |         |
| Spieler           | Mannschaft | Spiele  | Overs   | Wickets | Average | BBI     | 5W      | 10W     |
| Johnny Briggs     | England    | 2       | 120.1   | 16      | 18,31   | 5/34    | 2       | 1       |
| George Giffen     | Australien | 3       | 171.4   | 16      | 21,37   | 7/128   | 2       | 0       |
| Bill Lockwood     | England    | 2       | 93.0    | 14      | 16,71   | 6/101   | 1       | 0       |
| Charly Turner     | Australien | 3       | 175.0   | 11      | 28,63   | 6/67    | 1       | 0       |
| Tom Richardson    | England    | 1       | 67.4    | 10      | 15,60   | 5/49    | 2       | 1       |